# Shetland (race bovine)
Pour les articles homonymes, voir Shetland (homonymie).
La shetland est une race bovine originaire de l'archipel des Shetland. Race rare ancienne de petite taille, ses qualités intrinsèques et sa viande de qualité sont en train de lui faire retrouver une petite place dans l'élevage britannique.

## Origine
C'est une race autochtone des îles Shetland. Elle présente plusieurs caractères communs aux races du rameau celtique. Si son registre généalogique a été ouvert en 1921, elle n'en est pas moins connue localement depuis très longtemps. Des os d'aurochs sauvages ont été trouvés sur l'île et les Vikings ont introduit du bétail venant de Scandinavie. 
Durant des siècles, un élevage en autarcie permet de sélectionner une race bien adaptée à un environnement peu propice à l'élevage et permet aux habitants de passer les périodes de famine. À cette époque, les bovins servent pour leur lait, leur force de travail et leur viande. Au XIXe siècle, des taureaux plus grands et plus lourds ont été introduits pour augmenter la taille du cheptel. Cette opération entraîné la quasi-disparition de la race locale dans les années 1950. En 1971, la création de la « rare breed survival trust », la société de préservation des bovins rares a inventorié les animaux en race pure. En 2005, les éleveurs de pure races perçoivent pour la première fois des aides financières et voient des débouchés pour la viande de qualité s'ouvrir pour leurs animaux.
Les effectifs sont restés relativement stable entre 1995 et 2002 avec 350 animaux. Depuis, ils ont augmenté pour atteindre 550 en 2012. En 1996, des éleveurs du Sussex de l'Ouest et du Hampshire, dans le Sud de l'Angleterre, l'ont choisie pour mettre en valeur leurs terres sableuses acides et entretenir à moindre frais des pâturages anciens difficiles à valoriser. Leur choix a aussi été dicté par le souhait de contribuer au maintien d'une population originale ancienne. Ces élevages sont destinés à la production de viande.

## Morphologie
C'est une race de petite taille. Les animaux mesurent entre 115 et 125 cm pour une masse de 350-450 kg pour les vaches et 550-600 kg pour les taureaux.
Elle porte une robe pie noir, à pourcentage de noir dominant, mais il existe des individus pie rouge, gris, brun ou bringé. Les pattes sont courtes et les cornes sont en croissant en position haute.

## Aptitudes
Sa production laitière est moyenne avec une moyenne de 2 500 kg, mais le lait est riche en matière grasse. De plus, vu la médiocrité des pâturages et la petite taille des vaches, c'est une production honorable et rentable : les animaux sont rustiques et tirent profit de maigre alimentation. Ils résistent bien à des conditions climatiques humides, grâce à leur bonne adéquation avec le climat océanique froid et aux vents qui balaient les îles Shetland. 
Les vaches sont fertiles et bonnes mères. Elles vêlent avec facilité, même avec un taureau de grande race. Un exploitant a fait naître des veaux de père simmental. Au bout de 200 jours, ils étaient plus lourds que leur mère. Cette aptitude pourrait en faire une bonne race bouchère en croisement si les effectifs très réduits n'imposaient pas un élevage en race pure pour maintenir la consanguinité en dessous du seuil critique.
La viande produite est marbrée et savoureuse. Sa finesse en fait un produit gastronomique de grande qualité.

## Sources